# Арабсько-хозарські війни

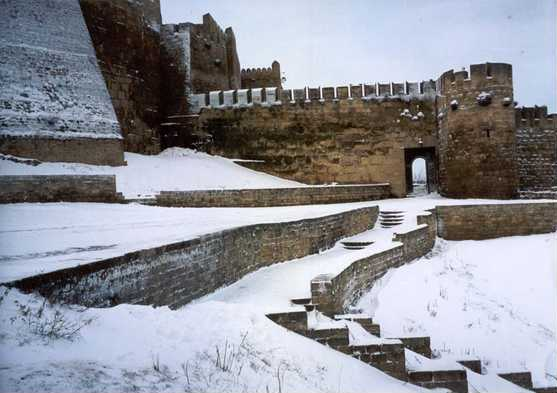
Зміцнення в Дербенті, зведені при Сасанідах у VI столітті для захисту від кочівників з півночі.

Арабсько-хозарські війни (642—799) — серія збройних конфліктів між Хозарським каганатом з одного боку, і спадкувавшим один одному Арабським, Омеядським і Аббасидським халіфатом з іншого. У сучасній історіографії з них іноді виділяють Першу арабо-хозарську війну (близько 642—652) і Другу арабсько-хозарську війну (722—737).
Конфлікти різної сили між арабами і хозарами розгорялися протягом VII—VIII століть. Їх причиною було бажання обох сторін розширити свій вплив на Кавказі і в Закавказзі.
Перша війна почалася з арабського набігу на хозарські володіння у 642 році. За десять років спроба повторного набігу завершилася розгромом арабської армії під проводом Салмана ібн Рабі при Беленджері.
Друга війна, що стала масштабнішою за часом і інтенсивністю, почалася в 1-му десятилітті VIII століття і йшла до 737 року . Її кульмінацією стало вторгнення хозарських військ під проводом принца Барджиля на територію сучасного Іранського Азербайджану у 730 році, коли хозари розгромили арабську армію під проводом Джарраха ібн Абдаллах у битві при Ардебілі і проникли далеко вглиб території Халіфату, досягнувши околиць Мосула. У 737, розпочався арабський похід у відповідь, в результаті якого були взяті всі великі міста Хозарії, включаючи Семендер, який був у ті часи хозарської столицею, і Ал-Байду, де знаходилася ставка кагана. Араби примусили кагана укласти мир, і після цього хозарські набіги на довгий час припинилися. Проте нестабільність всередині Халіфату змусила арабів терміново відступити на батьківщину, про їх контролі над Хозарією не могло бути й мови, і спроб завоювати землі за Кавказом вони більше ніколи не вживали.
Наступна війна сталася вже при Аббасидах, у 762—764 роках. Хозарського удару зазнали Албанія, Вірменія і Грузія. Був штурмом узятий Тифліс.
Останній великий конфлікт між арабами і хозарами стався в 799 році, коли хозарське військо вторглося на територію сучасного Азербайджану і було розбите арабським намісником Язід ібн Мазіяд аль-Шайбані. Іноді останньою арабсько-хозарською війною вважають зіткнення, яке мало місце в 851 році, коли арабський полководець Бугу ал-Кабір, сам хозарин за походженням, здійснив похід на хозар і алан і отримав з них данину.
З IX століття відносини Хозарії і Халіфату були переважно мирними. Незважаючи на те, що кордони Хозарії впритул підходили до Дербенту, хозарські правителі більш не робили спроб відбити південнокавказькі землі у мусульман. Між країнами була налагоджена квітуча торгівля. У Хозарії виникла велика мусульманська громада, а халіфи завели собі гвардію, набрану з хозарських солдатів. У середині X століття згідно «гебрейсько-хозарського листування» йдеться про те, що хозари захищали арабські порти в Каспійському морі від руських набігів.

## Передумови і причини
Арабсько-хозарські війни були епізодом довгої боротьби між кочуючими на північ від Кавказу різними номадами і розташованими на південь від нього цивілізованими державами, коріння яких сягають глибокої давнини. Головними шляхами вторгнень номадів були Дар'яльська ущелина і Каспійська брама, а тому розташовані південніше держави здавна прагнули їх контролювати. Саме тому шахи Держави Сасанідів проявляли до них великий інтерес і розгорнули в V—VI століттях грандіозне фортифікаційне будівництво в Дербенті, що став в майбутньому одним з ключових місць зіткнень хозар і арабів. У цей час були зведені такі споруди, як Дербентський мур і фортеця Нарин-кала. Варто відзначити, що в середньовіччі виникла легенда, згідно з якою всі ці укріплення звів Олександр Македонський, заточивши тим самим міфічні племена Гог і Магог. Саме завдяки цій легенді Каспийска брама отримала свою другу назву — Александрова брама. Крім того, ранньосередньовічні автори асоціювали Гог і Магог з хозарами, які прийшли на зміну скіфам і гунам].
Після того, як Арабський халіфат підкорив Державу Сасанідів, араби успадкували проблему захисту своїх північних рубежів від номадів. Проте на відміну від персів, які посіли глуху оборону, араби, слідуючи мусульманській концепції про поділ світу на Дар аль-Іслам («Простір ісламу») і Дар аль-харб («Простір війни»), вважали своїм обов'язком ісламізувати племена номадів і включити їх землі до складу своєї держави. Тому східна частина Кавказу (сучасні Дагестан, Азербайджан і Іранський Азербайджан) стала ареною регулярних військових дій між хозарами і арабами. Головними цілями арабських військ були міста Дербент, Беленджер і Семендер . Через це хозарам довелося перенести свою столицю з Семендер в більш віддалений і безпечний Ітиль.
Крім того, арабсько-хозарські війни були деякою мірою пов'язані з арабсько-візантійською боротьбою за східну частину Анатолії, яка географічно примикає до Кавказу. Візантійські імператори розуміли, що Хозарський каганат може бути для них дуже цінним союзником проти мусульман і прагнули зміцнити відносини з ним. Тому у 705 році імператор Юстиніан II взяв у дружини хозарську принцесу. Можливість хозар і візантійців взаємодіяти через територію Вірменії представляла для Халіфату серйозну небезпеку, особливо враховуючи відносну близькість Вірменії до Сирії, в якій розташовувалася столиця Омеядів — Дамаск. Тому деякі візантісти, зокрема, Дмитро Оболенський, називають головною причиною арабсько-хозарських війн прагнення мусульман позбавити Візантію сильного союзника в особі Хозарії. Проте ймовірніше, що самі візантійці спонукали хозар атакувати Халіфат, прагнучи зменшити зростаючу напругу у своїх східних кордонів. Трохи пізніше, в 733 році, інший візантійський імператор, Лев III Ісавр, заради зміцнення хозаро-візантійського союзу одружив свого сина і спадкоємця Костянтина на хозарській принцесі Чичак.
Також як додатковий привід для конфліктів було висунуто припущення, що араби прагнули з їх допомогою взяти під свій контроль північну гілку Великого шовкового шляху. Однак історик Джеральд Мако оскаржує цю твердження, вказуючи, що затухання арабо-хозарських конфліктів відноситься якраз до часу найвищого розквіту шовкового шляху, тобто до другої половини VIII століття.

## Перша арабсько-хозарська війна
Хозари вперше з'явилися в Закавказзі в часи ірансько-візантійської війни 602—628 років, як частина Західно-Тюркського каганату і, ймовірно, основа його військ. Тюркські війська взяли Дербент і допомогли візантійцям у облозі Тифліса. Їх сприяння в значній мірі допомогло Візантії виграти цю війну. У перебігу наступних декількох років хозари контролювали територію Грузії, Албанії та Атропатени. В Албанії вони встановили свою адміністрацію і стягували податі, керуючись колишніми перськими переписами. У 630 році в результаті внутрішніх чвар, що охопили Західно-Тюркський каганат, хозари покинули Албанію.
Конфлікт між арабами і хозарами почався в результаті швидкої експансії Арабського халіфату. Армії мусульман розгромили ослаблених кровопролитною війною візантійців і персів, і у 640 році досягли Вірменії. За свідченням джерел, захоплення арабами Закавказзя, включаючи місто Дербент, здійснювався двічі: на початку 640-х і початку 650-х рр. За повідомленням ат-Табарі, у 642/643 році арабські війська під командуванням Абд ар-Рахмана ібн Рабі зробили перший рейд у землі хозар, досягнувши Беленджер (за деякими даними— перша столиця Хозарії) і Ал-Байди, після чого з великою здобиччю повернулися в Дербент. Проблема проте у тому, що ніхто з інших арабських авторів не згадує про цей похід, тому багато істориків ставлять під сумнів його достовірність. У 645/646 році араби розбили візантійські війська в битві при Калікалі у верхів'ях Євфрату, у складі візантійської армії перебував контингент з алан, абхазів і хозар. У 652/653 році, мусульмани, під проводом Салман ібн Рабі, чотиримільйонна армія рушили на Беленджер, але зазнали нищівної поразки в битві під містом. Обидві сторони в битві використали катапульти, метальні снаряди.
Спалах в 656 році громадянської війни змусила арабів зосередитися на внутрішніх проблемах, покинути Закавказзя і припинити спроби підкорити Хозарію аж до початку VIII століття. Закавказькі країни визнали себе васалами халіфа, але поки зберігали незалежність, лавіруючи між арабами і Візантією. Їм довелося самостійно відбивати хозарські набіги, які стали регулярними. У 661/662 році хозарські війська вторглися в Кавказьку Албанію, але зазнали поразки від її правителя Джеваншира. Ще одне, вже успішне, великомасштабне хозарське вторгнення сталося влітку 685 року, під час другої громадянської війни в арабському світі — хозарам вдалося захопити велику здобич і безліч полонених. Правителі всіх трьох країн: Вірменії, Грузії та Албанії загинули в битві. Хозари обклали Албанію даниною, на додаток до тієї, яку вона вже платила одночасно Візантії і Халіфату. Мабуть, хозарський набіг зайшов далеко на південь, так як серед загиблих згадується і один з арабських емірів, на ім'я ал-Маусіле.

## Друга арабсько-хозарська війна

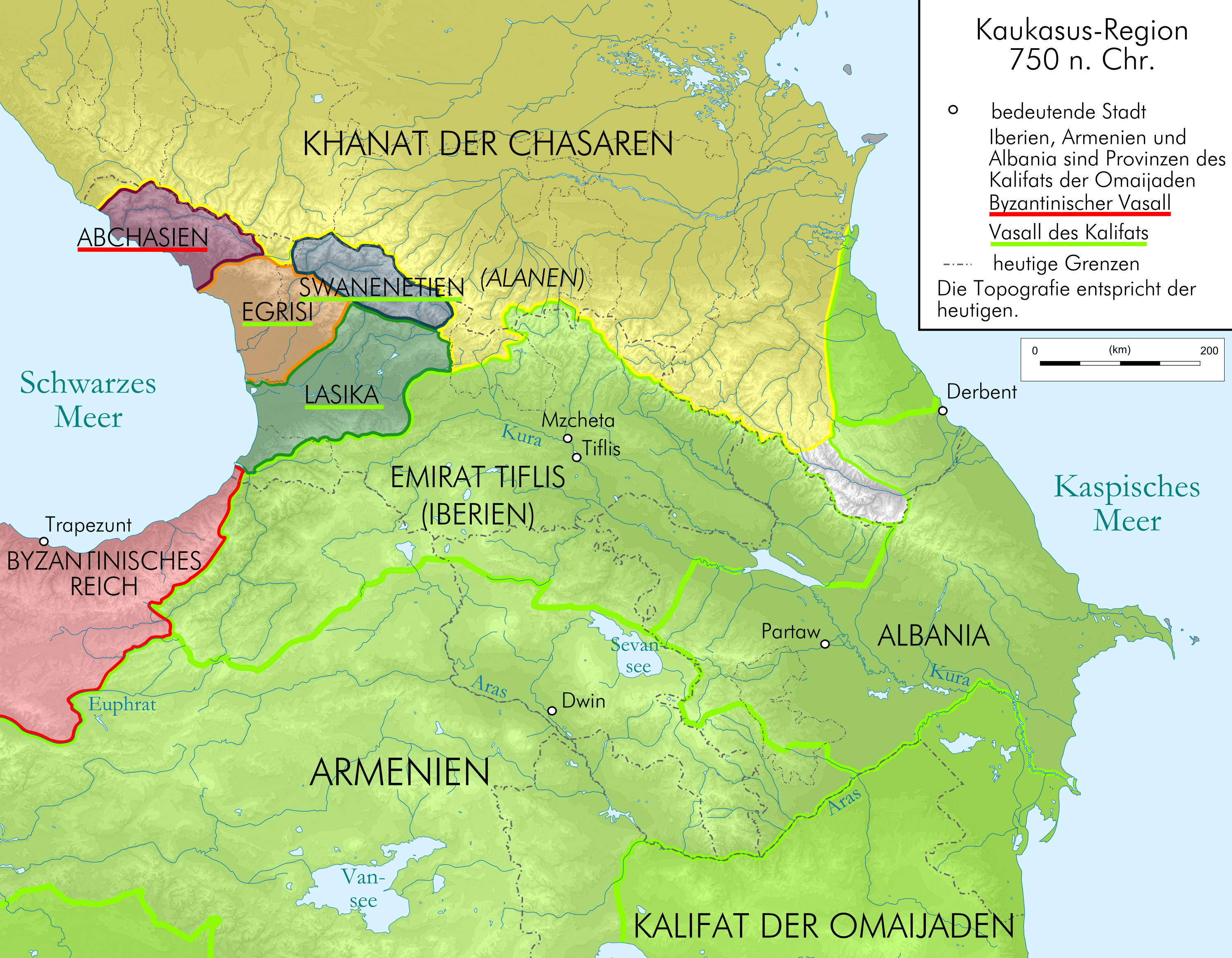
Мапа Кавказу, 750

На початок VIII століття політична ситуація на Кавказі значно змінилася: Візантія занепала, що прийшов на зміну Арабському Омеядський халіфат навпаки зміцнів. Араби повернули собі контроль над Закавказзям, а після придушення широкомасштабного повстання у Вірменії у 705 році посилили його. Розпочався активний розділ Кавказу між Халіфатом і Хозарією. Тільки західна частина сучасної Грузії і Абхазія залишалися вільні від будь-якої з цих держав.

### Початок війни
Конфлікт знову розгорівся приблизно з 706 року, коли араби зробили спробу повернути під свій контроль Дербент. Кілька років місто переходило з рук в руки. У 713 / 714 роках омеядські війська під проводом Маслами, сина халіфа Абдул-Маліка ібн Мервана захопили цю стратегічну фортецю, після чого просунулися далі на північ, безуспішно намагаючись підкорити землі «гунів». У відповідь хозари почали здійснювати набіги на Кавказьку Албанію, а у 717 році зібрали велику армію і вторглися в Іранський Азербайджан, але були вигнані назад арабськими військами під командуванням Хатіне ібн аль-Нумана. Основна частина арабської армії під керівництвом Маслама в цей момент тримала в облозі Константинополь і, треба думати, що дії хозар були дуже корисні візантійцям.
Після декількох років затишшя, нова фаза війни почалася у 722 році. У лютому/березні 30 тисячна хозарська армія вторглася до Вірменії і завдала нищівної поразки мусульманським військам. У відповідь халіф Язід II послав одного з найкращих своїх полководців, Джаррах ібн Абдаллаха аль-Хакамі, разом з 25-тисячною сирійською армією проти хозар. Війська Джарраха вигнали хозар з Вірменії, захопили Дербент і напали на Беленджер. Хозари намагалися захистити місто, оточивши його кільцем з пов'язаних возів, але арабам вдалося його прорвати і 21 серпня 722 року вони увірвалися в місто і зруйнували його. Частина населення бігла на північ, а полонені були втоплені у найближчій річці. Сам же правитель Беленджер втік і сховався у Семендері, але після того, як Джаррах віддав йому захоплених в полон дружину і дітей, повернувся і визнав владу арабів. Арабська армія захопила багато здобичі, і солдати отримали великі грошові суми. Тим не менше, основні сили хозар ще не були розбиті, і можливість їх нападу змусила арабів відмовитися від захоплення Семендера і відсунути війська назад в Закавказзя. У відповідь хозари рушили на південь, але у лютому 724 року Джаррах завдав їм нищівної поразки у тривавшій кілька днів битві між річками Кура і Аракс. Незабаром після цього Джаррах провів ще кілька вдалих кампаній на Кавказі, захопивши Тифліс і перетворивши в арабських васалів Грузію і алан. Під час цих походів він став першим арабським полководцем, перетнувшим Дар'яльську ущелину, і відкрив тим самим мусульманським військам новий шлях в землі хозар.
У 725 році новий халіф, Хішам ібн Абдул-Малік, передав повноваження Джарраха своєму братові Масламі. Проте, Маслама залишився в Джазирі і займався в основному атаками на Візантію. Командування ж кавказьким військами взяв на себе Харіс ібн Амр аль-Таї. Протягом усього року він зміцнював арабську владу в Закавказзі і провів кілька військових походів проти місцевих племен. Також він, ймовірно, має деяке відношення до проведеної в тому ж році перепису населення. Але у 726 році хозари під командуванням принца Барджиля почали масштабний наступ на територію сучасного Азербайджану . При цьому, облягаючи фортеці, вони використовували патерелли. І хоча Харісу вдалося розбити хозар біля річки Аракс, в цілому положення арабів виявилося дуже хитким.
Ця ситуація змусила Масламу особисто взяти командування військами на Кавказі. Він прибув до військ у 727 році, взявши з собою, ймовірно, підкріплення з Сирії, і очолив наступ на хозар. Арабське військо перетнуло Дар'яльську ущелину і повернулося назад до настання зими. Чого вони досягли цим не зрозуміло, але коли наступного року Маслама повторив вторгнення, воно закінчилося катастрофою. Арабські джерела повідомляють, що війська мусульман билися протягом 30 або навіть 40 днів в бруді і під проливним дощем, але здолали хозар 17 вересня 728 року. Але наскільки велика була ця перемога сказати важко: коли араби поверталися додому, вони потрапили в хозарську засідку, після чого просто бігли, кинувши обози. Після цієї «перемоги» Маслама знову був замінений на Джарраха. У 729 році араби втратили контроль над північно-східним Закавказзям. У Хозарії в цей час помер правив каган, і влада опинилася в руках його матері — ханши Парсбіт. Очевидно, вона була регентшею при неповнолітньому спадкоємці. За припущенням І. Г. Семенова, безпрецедентно масштабний похід хозар, зроблений в наступному році, міг бути викликаний бажанням помститися за смерть свого правителя.

### Битва при Ардебіліі відповідні дії арабів
У 730 році арабська армія під командуванням Джарраха вийшла з Тифліса, перетнула Дар'яльську ущелину і вторглася на територію хозар. Арабські джерела повідомляють, що Джарраха вдалося взяти столицю Хозарії, але сучасні історики, такі як Халід Бланкіншіп, вважають це малоймовірним. У відповідь хозари атакували арабські території в Закавказзі. Вони перетнули Кавказ Дар'яльською ущелиною (за іншими даними також і через Каспійську браму) і, обійшовши арабське військо, обложили Ардебіль — тодішню столицю Азербайджану, за мурами якої жило близько 30 тисяч осіб. Як тільки Джаррах дізнався про це, він відступив у Закавказзя, рушив на Ардебіль і атакував хозар. Після дводенного бою, що стався 6-8 грудня 730 року, хозари під проводом сина кагана — Барджиля практично повністю знищили 25-тисячну арабську армію. Після цього вони взяли місто і розсіялися по країні для грабежу, дійшовши до Діярбакира і Мосула.
Поразка під Ардебілем стало справжнім шоком для мусульман, яким вперше довелося зустрітися з ворогом у самому серці Халіфату. Халіф Хішам направив проти хозар Саїда ібн Амр аль-Хараші, одного з найкращих своїх воєначальників. Не дивлячись на те, що сили, які вдалося зібрати Саїду (серед його воїнів були і деякі біженці з Ардебілі, яких переконали битися, заплативши десять золотих динарів), були дуже скромними, йому вдалося відбити Ахлат, місто неподалік від озера Ван. Після цього він вирушив на північний схід, звільнив ще кілька міст і зустрівся з 10-тисячною хозарською армією біля Баджарвана. Арабам вдалося здобути перемогу і звільнити бранців, що були з ними. Після цього Саїд вирушив на північ, слідом за уцілілими хозарами. Але, не дивлячись на свій успіх, він був позбавлений посади на початку 731 року і навіть на деякий час опинився у в'язниці через заздрісного Маслами, новопризначеного халіфом на посаду намісника Вірменії та Азербайджану. Після цього Маслама сам очолив війська і повів їх на північ. Він відбив Кавказьку Албанію і досяг Дербенту, зайнятого хозарським гарнізоном. Обійшовши фортецю Маслама продовжив переслідування відступаючих хозар, захопивши по дорозі Беленджер і Семендер . Незабаром після цього він зіткнувся з хозарським військом, очолюваним самим каганом. Не дивлячись на те, що у під час бою було поранено кагана і загинув принц Барджиль, мусульманам довелося відступити назад у Закавказзя. Близько Дербенту на них знову напали хозари, але араби вирили траншеї і розгромили їх. Після цього Маслама виманив ворогів з Дербенту, отруївши їм воду в криницях, і, залишивши в місті 24-тисячне сирійське військо, повернувся на зиму з основними силами в Азербайджан. В цей же час хозари відновили свої зруйновані поселення. Незважаючи на взяття Дербенту, халіф був незадоволений діями Маслами і в березні 732 року замінив його на свого брата Марвана ібн Мухаммада, що в майбутньому став останнім правителем Омеядського халіфату.
Влітку 732 року Марван зібрав 40-тисячну армію і рушив з нею на землі хозар. Що було після цього, не зовсім зрозуміло. Згідно Ахмаду ібн Азаму, араби досягли Беленджер і повернулися, захопивши багато худоби. Але, ця кампанія підозріло сильно схожа з попередніми походами Маслама, а тому підлягає сумніву. Халіфа ібн Хайат у свою чергу повідомляє, що експедиція трохи просунулася на північ від Дербенту, після чого повернулася до нього на зиму. Варто відзначити, що в цей же час Марван надав вірменському цареві Ашоту III Багратуні широку автономію в обмін на збільшення кількості рекрутів з Вірменії. Сучасні історики вважають це ознакою різкої нестачі людських ресурсів, з якою зіткнувся Халіфат.
Крім того, в цей же час хозари і візантійці відновили свій союз проти арабів, скріпивши його шлюбом візантійського царевича Костянтина, сина імператора Лева III Ісавра, і дочкою кагана Вірхора принцесою Чичак у 733 році.

### Похід Марвана на Хозарію
Після 732 року на арабо-хозарської кордоні почався період затишшя. Навесні 733 року Марван був змінений на посту намісника Закавказзя Саїдом аль-Хараш. Але, він більше не здійснював жодних військових дій проти хозар, а у 735 році Саїд втратив зір і пішов у відставку. Знову отримав посаду намісника Марван аж до 737 року не робив якихось серйозних походів проти Хозарії, обмежившись лише кількома експедиціями проти дрібних кавказьких царків. Історик Халід Бланкіншіп пояснює цю бездіяльність виснаженням людських ресурсів Омеядського халіфату, проводячи паралель з точно таким же затишшям, що настало, у цей же час на арабських рубежах у Мавераннахрі. Крім того, сирійські хроністи Агапій і Михайло Сирієць повідомляють про те, що араби і хозари уклали мир, у той час як мусульманські джерела або ігнорують це затишшя, або видають його за тактичний хід Марвана, використаний ним для того, щоб виграти час на підготовку до нового вторгнення.
Як би там не було, у 737 році араби підготували широкомасштабне вторгнення з метою назавжди покласти край війнам з хозарами. Незадовго до експедиції Марван особисто відвідав Дамаск щоб переконати халіфа Хішама підтримати його починання. Його спроба увінчалася успіхом: під арабські прапори встало близько 120 тисяч воїнів, серед яких була регулярна армія з Сирії, вірменські війська Ашота Багратуні і добровольці, які хотіли брати участь у джихаді. Це число ймовірно є перебільшенням, проте, незалежно від реального розміру армії Марвана, це була величезна на ті часи сила і безумовно найбільша арабська армія, що була направлена проти хозар. Для початку Марван вирішив забезпечити собі надійний тил, а тому підпорядкував всі вірменські угруповання, ворожі арабам або васальному йому Ашоту Багратуні. Після цього арабські війська рушили на підконтрольну Візантії Абхазію і обложили Анакопію. Але, Марвану незабаром довелося відвести війська через спалах в них дизентерії.
Завершивши підкорення Закавказзя, Марван почав наступ на Хозарію. Війська були розділені на дві частини: 30-тисячний загін під командуванням намісника Дербенту, Асіда Зафіта ібн аль-Суларні, перетнули Каспійську браму, в той час як основні сили, очолювані особисто Марваном, вторглися в землі хозар через Дар'яльську ущелину. Обидва загони знову зустрілися біля Семендера, після чого вирушили на північ, і, згідно арабських джерел, захопили Ал-Байду, волзьку столицю Хозарії. Саму ж хозарську армію араби наздогнали на берегах «Слов'янської річки» — Волги (за іншими оцінками — Дону). У цій битві полягли 10 тисяч хозар і їх воєначальник, Хазар-Тархан, ще близько 7 тисяч потрапило до полону. В результаті каган сам запросив миру, прийняв іслам і визнав себе васалом Халіфату. Крім того, араби призвели до себе на батьківщину багато хозарських і слов'янських бранців, які були розселені в Закавказзі. Згідно арабському історику аль-Белазурі, 20 тисяч слов'ян було поселено в Кахетії, хозар ж переселили в Лезгістан. Але, слов'яни незабаром вбили свого арабського намісника і втекли на північ, але Марван нагнав їх і всіх перебив.
Похід Марвана в 737 році став кульмінацією арабсько-хозарських війн, але фактично він не спричинив за собою будь-яких серйозних наслідків. Хозари перестали здійснювати великі набіги на арабів, але визнання ними арабського панування і прийняття каганом ісламу очевидно було номінальним або носило короткочасний характер. Марвану вдалося завдати Хозарії нищівної поразки, але він не мав сил для тривалого контролю над її землями, а тому хозари зберегли свою незалежність. До того ж сам факт прийняття каганом ісламу оскаржується: аль-Белазурі повідомляє, що іслам прийняв не каган, а лише знатний хозарин, який був переселений в Лезгістан для управління поселенням там хозарськими бранцями. Крім того, близько 740 року хозари прийняли юдаїзм, прагнучи підкреслити свою незалежність як від християнської Візантії, так і від мусульманського Халіфату.
Проте, якими б не були наслідки цієї кампанії, хозарські набіги на Омеядський халіфат дійсно припинилися на кілька десятиліть. Араби ж продовжували військові дії на Кавказі до 741 року і спрямовані вони були в основному проти дрібних північнокавказьких володарів. Але ці кампанії мали в основному грабіжницький інтерес і не несли цілей завойовницького характеру. Незважаючи на успіх у війнах з хозарами, кордон Омеядів стабільно встановилася в районі Дербенту. Бланкіншіп також критикує довгострокові наслідки другої арабо-хозарської війни: арабські витрати на ній були дуже великі і вони були просто не в змозі їх відшкодувати. Крім того, необхідність тримати в Дербенті великий гарнізон ще сильніше виснажила і без того перевантажену сирійську армію, на яку і спирався режим Омеядів. Зрештою, саме ослаблення сирійської армії стало однією з найважливіших причин падіння Омеядського і народження Аббасидського халіфатів в результаті громадянської війни 740-х років.

## Пізні конфлікти
Із встановленням у мусульманському світі влади Аббасидів хозари відновили свої набіги у Закавказзя.
Перший конфлікт хозар з новим Аббасидським халіфатом розгорівся у 762/ 63 році через дипломатичний скандал. Прагнучи зміцнити відносини з Хозарським каганатом, халіф аль-Мансур наказав своєму наміснику у Закавказзі, Язід ібн Асид Зафиру ібн аль-Суламі, одружитися з дочкою хозарського кагана Багатура. Каган погодився і відправив свою дочку на південь з калимом у 100 тисяч дирхемів, у супроводі десятитисячноъ свити, табунів коней, верблюдів, худоби і 20 возами з золотими і срібними речами. Принцеса прийняла іслам і стала дружиною намісника, народивши йому двох синів. Проте через два роки і чотири місяці, в 762/763 році, вона і її діти раптово померли. Розлючений каган вирішив, що араби отруїли його дочку, і оголосив їм війну. У 762—764 роках величезне Хозарське військо вторглося в Закавказзя під проводом полководця Рас-тархана, розорило Кавказьку Албанію, Іберію, Вірменію і спалило Тифліс. Самому Язід вдалося уникнути полону, але хозари повернулися додому з тисячами полонених і безліччю трофеїв. Проте, коли через кілька років, 780 році, повалений правитель Іберії Нерсе попросив хозар вторгнуться у Закавказзя і відновити його на троні, вони відмовилися. Ймовірно, це деякою мірою пов'язане з погіршенням хозаро-візантійських відносин за виниклих територіальних суперечок у Криму. Приблизно в цей же час хозари допомогли абхазькому цареві Леону II (його мати була дочкою хозарського кагана) вийти з підпорядкування Візантії.
Останній арабсько-хозарський конфлікт стався у 799/800 році . Приводом до нього, так само як і в попередній раз, стало невдале одруження. Арабські джерела пов'язують конфлікт з тим, що аббасидський візир Фадл ібн Ях'я хотів одружитися з дочкою кагана, але вона загинула по дорозі на південь. У той же час Ат-Табарі повідомляє, що хозари були запрошені знатним арабом для того, щоб помститися за страту свого батька, намісника Дербенту, полководцю Саїду ібн Сальмі. Як би там не було, арабські джерела повідомляють, що хозари були розбиті військами під командуванням Язіда ібн Мазіяд. Останній хозарський набіг примітний ще тим, що це був останній зафіксований випадок, коли бойові дії очолював особисто каган. У наступний час кагани армією не командували, бо були усунені від реальної влади.

## Наслідки
Арабсько-хозарські війни зупинили арабську експансію в Східну Європу, встановивши північну межу володінь Халіфату по лінії Великого Кавказького гірського хребта. У той же час війна мала згубний вплив і на Хозарію: маси булгарського і аланського населення втекли з небезпечного через постійні військові дії Кавказу в Крим, на Дон, а також у Середнє Поволжя, де у IX столітті виникла Волзька Булгарія. Хозари перенесли свою столицю з дагестанського Семендера у поволзьке місто Ітіль, подалі від володінь мусульман. Дагестан же з центральної області країни перетворився на її південну околицю. Невдачі у війнах з арабами змусили хозар переорієнтувати свою зовнішню політику на слов'янські землі, через що багато східнослов'янські племена перетворилися на їх данників.
Крім того, арабсько-хозарські війни постійно перетягували на Кавказ великі сили арабів від кордонів ворожої їм Візантійської імперії . Це допомогло візантійцям на якийсь час стримати натиск мусульман і зберегти під своїм контролем Малу Азію.